# 안나 보크
안나 보크(Anna Book, 1970년 9월 10일 ~ )은 스웨덴의 가수이다.